# 第122师团 (日本陆军)
第122师团（だいひゃくにじゅうにしだん）是大日本帝國陸軍师团之一。

## 沿革
太平洋战争末期，随着更多的师团从满洲移师南部战线或者进行本土决战的准备，以強化满洲地区防御为目的，依据1945年（昭和20年）1月16日的軍令陸甲下令，开始编成第121、第122、第123、第124、第125、第126、第127和第128师团等8個师团。
第122师团是因第11师团从满洲转移至四國，由在牡丹江省兴隆县的第11师团残余部队和第4国境守備隊为基础編成。同年3月30日完成整编后编入第1方面军的直轄兵团，在牡丹江一带负责满洲国東部国境的警備任务。
同年8月9日，与在八月風暴行動中入侵的苏联武装力量交战，8月17日接受停战命令。

## 师团概要

### 歴代师团長
- 赤鹿理 中将：1945年（昭和20年）1月20日 - 終战

### 最終所属部隊
- 步兵第265联队（東京）：出村耐造大佐
- 步兵第266联队（甲府）：柏木求馬大佐
- 步兵第267联队（佐倉）：杉村南平大佐
- 野砲兵第124联队
- 工兵第122联队：渋谷勇雄少佐
- 輜重兵第122联队：田中剛一少佐
- 第122师团挺進大隊
- 第122师团通信隊
- 第122师团兵器勤務隊
- 第122师团病馬廠